# Karikyathanahalli, Nagamangala
Karikyathanahalli là một làng thuộc tehsil Nagamangala, huyện Mandya, bang Karnataka, Ấn Độ.